# Sankt Ruprecht-Falkendorf
Sankt Ruprecht-Falkendorf var en kommun  i distriktet Murau i förbundslandet Steiermark i Österrike. Den blev den 1 januari 2015 en del av kommunen Sankt Georgen am Kreischberg.
Kommunen bestod av två orter (Ortschaften) (inom parentes invånarantal 1 januari 2024):
- Falkendorf (176)
- St. Ruprecht ob Murau (245)